# Sinan Hasani
Sinan Hasani (n. 14 mai 1922, Pozaranje, azi Ferizaj, Kosovo – d. 28 august 2010, Belgrad) a fost un politician și scriitor iugoslav de orgine albaneză.

## Biografie
Sinan Hasan face parte din anul 1941 partizanii iugoslavi, iar în anul 1942 devine membru al Partidului Comunist Iugoslav. Sinan ajunge în 1944 în prizonierat german fiind internat într-un lagăr pentru prizonieri de lângă Viena. După terminarea celui de al doilea război mondial va studia la școala de partid "Đuro Đaković" din Belgrad. Ulterior va ocupa diferite funcții de stat în cadrul partidului comunist și este directorul editurii Rilindja. Între anii 1971 - 1974 este consul iugoslav în Danemarca, iar între anii 1975 - 1982 este locțiitorul președintelui parlamentului iugoslav. Din mai 1986 până în mai 1987 este președintele statului Iugoslavia. El a scris câteva romane care au fost traduse în mai multe limbi.

## Opere
- Një nate e turbullt (Unruhige Nacht, 1966)
- Era dhe Lisi (1973; wurde 1979 als TV-Mehrteiler verfilmt)
- Fëmijëria e Gjon Vatrës (Die zweite Kindheit des John Water, 1975)
- Për bukën e bardhë (1977)
- Kosovo : istine i zablude, (Kosovo, Wahrheiten und Irrtümer, 1986, in serbokroatischer Sprache, über den albanischen Nationalismus im Kosovo)
- Në fokus të ngjarjeve : bisedë me Sinan Hasani / Tahir Z. Berisha (2005, Biographie, ISBN 9951-408-08-7)